# Ел Ретиро
Парке дел буен Ретиро (на испански: Parque del Buen Retiro – Парк за приятен отдих), съкратено Парке дел Ретиро или Ел Ретиро, е главният парк на Мадрид, Испания.
Първоначално владение на краля, днес той е публична собственост. Обхваща приблизително 350 акра (1,4 км²). Проектиран е през 1550 година. Преобразен е според инструкциите на Гаспар де Гусман (граф-херцог на Оливарес, първи министър на крал Филип IV) с построяването на дворец и театър, в който са поставяни комедии на Лопе де Вега – сред най-плодовитите испански драматурзи.
Тези 2 сгради изгарят през 1734 г. Крал Фердинанд VI нарежда възстановяване на двореца, но той отново е разрушен по време на Полуостровната война (1807 – 1814) между Франция и съюзническите сили на Испания, Португалия, Англия, която е част от Наполеоновите войни за контрол на Иберийския полуостров. Днес останките му служат за Военен музей (Museo де Ejército).
Паркът съдържа зоологически градини, Кристалния дворец (Palacio де Cristal – стъклена сграда, използвана за художествени експонати), езеро, множество статуи на кралски особи и розови градини (La Roselada).